# Végétation métallique
En chimie, une végétation métallique est un type de dendrite qui apparaît lors de certaines réactions chimiques. Les végétations métalliques peuvent présenter des formes analogues à celles des dendrites de solidification, dues quant à elles à un effet purement physique. Les végétations métalliques apparaissent notamment lors de réactions d'oxydo-réduction en solution aqueuse. Le nom d’arbre ou d'arbrisseau leur est souvent attribué.

## Types de végétations métalliques
Certaines végétations métalliques possèdent un nom particulier, en fonction du métal formant la végétation. Ce nom fut tiré de la terminologie de l'alchimie, discipline dans laquelle des personnages de la mythologie romaine étaient associées aux métaux.
- Arbre de Diane ou Arbre philosophique, végétation d'argent. Une solution est produite par action de l'acide nitrique sur de l'argent métallique. La végétation apparaît après introduction d'une goutte de mercure.
- Arbre de Mars, végétation de fer, dont la découverte est attribuée à Louis Lémery en 1706[2]. La solution de fer est produite par action de l'acide nitrique sur la limaille de fer. La végétation de fer apparaît soit sur les parois du récipient, soit au-dessus du liquide après addition de liqueur alcaline de tartre (obtenue par combustion du bitartrate de potassium).
- Arbre de Saturne, obtenu à partir d'un clou de zinc et d'une solution d'acétate de plomb.
- Arbre de Jupiter, obtenu à partir d'un clou de zinc et d'une solution d'ions étain.

## Observations

### Premières publications

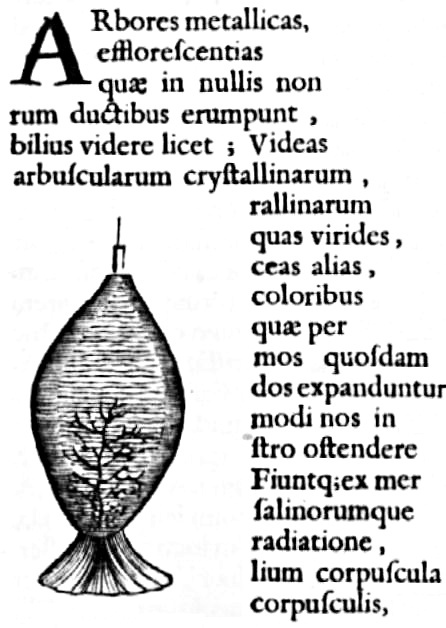
Un des premières publications d'une végétation chimique par Athanase Kircher, dans Mundus subterraneus.

Diderot attribue la première publication de végétations métalliques au chimiste grec Rhodès Carasses (publication dans le Journal des savants en 1677), et précise qu'avant lui Furetière avait été témoin de cette expérience faite avec divers métaux (or, argent, fer et cuivre) croissant à vue d'œil sous forme d'arbre. La première publication fut également attribuée à Athanase Kircher, dans son ouvrage Mundus Subterraneus (1660), lui-même n'étant pas le découvreur de l'expérience qu'il décrit.

### Développements duXVIIIesiècle
Plusieurs expérimentations ont eu lieu au XVIIe siècle. L'expérience décrite par Athanase Kircher consiste en la mise en contact d'une goutte de mercure avec une solution d'argent (expérience de l'Arbre de Diane). Lémery quant à lui utilise de l'argent dissous par l'acide nitrique et dilue ses produits dans l'eau. La dilution ralentissant la réaction, la croissance de l'arbre prend ainsi 40 jours. Lémery obtient, avec cette réaction plus lentes, des arbres plus ramifiés que les autres chimistes. Les branches se terminent par des petites boules représentant, dans l'imagerie populaire, les fruits de cet arbre.
Une première observation d'importance est présentée devant l'Académie royale des sciences en novembre 1692 par Homberg. La méthode proposée permet de produire un arbrisseau en quelques minutes. Elle utilise de l'argent amalgame dissous dans l'eau-forte. Outre l’arbre de Diane (entièrement en milieu liquide), Homberg propose également une méthode pour produire l'arbre de Mars (à la surface du liquide) ou une végétation métallique dans un amalgame d'or ou d'argent (entièrement en milieu solide).

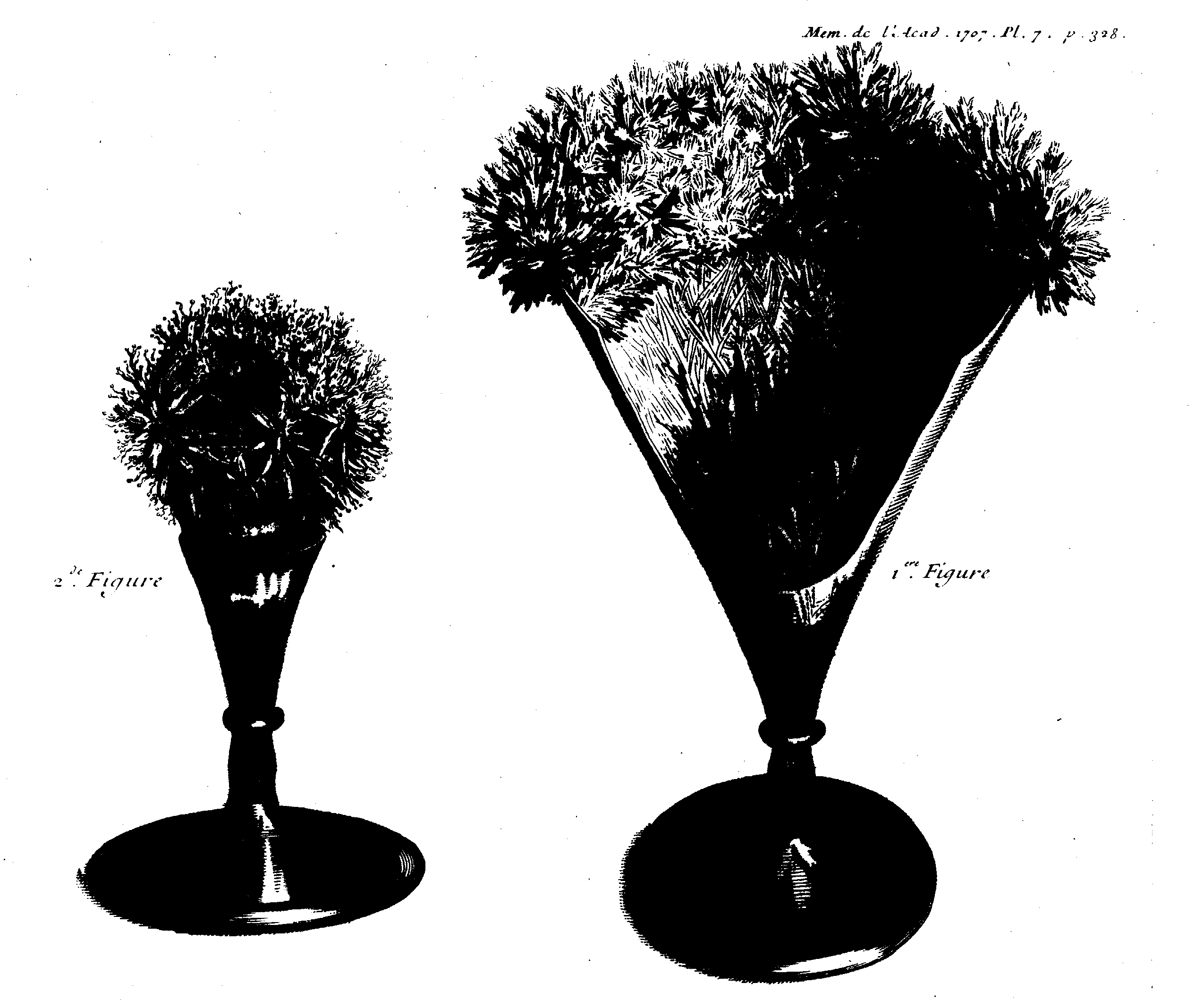
Arbres de Mars obtenus par Louis Lémery, publié dans les Mémoires de l'Académie royale des Sciences, 20 juillet 1707, p. 328.

Ces observations de végétations métalliques sont aussi rapportées par Pierre Lorrain, abbé de Vallemon, Curiositez de la nature et de l'art sur la végétation : ou l'agriculture, et le jardinage dans leur perfection, Paris, Claude Cellier, 1705. En 1706, Lémery produit l'Arbre de Mars.
Une seconde observation d'importance sera due en 1731 à Charles Marie de La Condamine. Ce dernier dissout comme les précédents de l'argent métallique par action de l'acide nitrique dispose la solution en une fine couche. Il pose la tête d'un clou au centre de la solution et voit apparaître, en quelques heures, un réseau de fils d'argent partant du clou, à l'horizontale en raison de la finesse de la couche de liquide. Cette configuration expérimentale particulière lui permet d'étudier l'effet de l'inclinaison du fond du récipient sur la forme de l'arbre obtenu. Il produit des végétations pour un grand nombre de combinaisons de métaux (combinaison entre le métal préalablement dissous et celui du clou).

### Observations modernes
De nos jours, une expérience d'arbre de Diane sert à illustrer les cours de chimie de l'enseignement secondaire. Elle est réalisée en plongeant un fil de cuivre dans une solution de nitrate d'argent. Tandis que l'arbrisseau d'argent se forme en partant du fil, la solution se colore en bleu, couleur prise par les ions cuivre II hexahydratés.

## Interprétations
Les alchimistes qui furent les premiers à observer le phénomène le comparèrent à une palingénésie, c'est-à-dire, dans le sens ancien, à une génération spontanée.
L'interprétation donnée par Charles Marie de La Condamine (rapportée dans L'Encyclopédie) est que le dissolvant (l'acide nitrique) « abandonne » le métal dissous pour aller dissoudre celui du clou métallique, lorsque la dissolution de ce dernier est plus facile. Une fois que le solvant s'est « évaporé », le métal se dépose. Cette forme cristalline n'est pas, selon Charles Marie de La Condamine, de la même nature que les parcelles de métal complètement « dégagées du nitre » et, en empêchant la libre circulation du solvant, serait à l'origine de l'irrégularité des ramifications.
En termes plus modernes, l'interprétation ne fait pas appel à une dissolution mais à une réaction d'oxydo-réduction. Dans l'expérience de l'arbre de Diane, l'argent métallique est préalablement oxydé par l'acide nitrique. De cette attaque résulte la formation d'une solution de nitrate d'argent I. Lorsque le clou de fer est plongé dans la solution, des ions argent I sont réduits en argent métal à la surface du clou, où le fer métal est oxydé en ions fer II. Une réaction d'oxydo-réduction suppose un échange d'électrons, donc un milieu conducteur. L'argent métallique étant un excellent conducteur électrique, les ions argent peuvent précipiter à la surface de l'argent métal, tandis que le fer métallique du clou se trouve oxydé en ions fer progressivement. Le métal cristallin croît donc en partant du centre et sous la forme d'une aiguille.
Plus récemment, les chimistes ont étudié les phénomènes liés au transport de matière de façon à expliquer la forme d'arbre branchée des végétations métalliques. Les modèles qui permettent cette étude sont comparables à ceux utilisés plus largement la croissance en dendrites. Ainsi, un modèle d'agrégation limité par la diffusion a été proposé. Il considère une particule initiale à laquelle s'agrègent d'autres particules qui suivent un mouvement brownien. Ce modèle permet de produire des arborescences qui s'apparentent à celles observées dans les expériences de végétations métalliques. Cette formulation, qui ne tient pas compte des phénomènes physiques et chimiques de surface, peut être complétée par des approches phénoménologiques, comme les modèles de champ moyen électrochimique.